# Heinrich Meins
Das Fischereischiff Heinrich Meins war der erste Heckfänger unter deutscher Flagge.

## Geschichte
In Auftrag gegeben wurde das Schiff durch die Bremerhavener Gemeinwirtschaftliche Hochseefischerei GmbH (GHG). Das Schiff wurde benannt nach dem Genossenschafter Heinrich Meins, der Vorsitzende der Geschäftsleitung der GEG von 1953 bis 1968 war.
Die Heinrich Meins lief am 6. März 1957 als Baunummer 290 der Bremerhavener Rickmers Werft vom Stapel und wurde am 31. Mai 1957 abgeliefert.
Das Schiff lief bis 1970 unter seinem Baunamen und trug das Fischereikennzeichen BX 655. 1970 erwarb das Fischereiunternehmen John E. Stathakis & Sons aus Piräus das Fabrikschiff und setzte es unter dem Namen Koutouriaris S. V ein. Im Jahr 1973 wurde das Schiff verlängert und dabei zum reinen Heckfänger umgebaut. Am 14. Mai 1975 geriet der Trawler etwa 200 Seemeilen östlich von Nuevo Gulf, Argentinien in Brand und wurde daraufhin aufgegeben. Am 23. April 1976 wurde der Havarist nach Puerto Madryn eingeschleppt, wo er später an der Pier sank und teilweise in situ verschrottet wurde.

## Technik
Ende der 1950er Jahre begannen Heckfänger mit Dieselmotor die Fischdampfer abzulösen. Die Bauwerft griff das Bauprinzip nach den vorangegangenen britischen Versuchsbauten Oriana und Fairfree, dem ersten echten Fabrikheckfänger Fairtry sowie der größeren für den Export in die UdSSR bestimmten Puschkin-Trawlerserie der Kieler Howaldtswerke auf. Rickmers baute nach der Heinrich Meins nur noch zwei Seitenfänger. Auch generell lief der Seitenfängerbau in Deutschland 1961 aus.
Bekannt wurde das Schiff auch durch seine neuartige Antriebsanlage. Die beiden Antriebsmotoren wirkten jeweils auf vorne angeordnete Voith-Schneider-Propeller und trieben gleichzeitig je einen Wellengenerator an. Der Hintergrund für diese Anordnung waren Befürchtungen, dass das über die Heckaufschleppe einzuholende Netz in achtern angebrachte Schrauben hineingeraten könnte. Das Antriebskonzept bewährte sich aber nicht und bei anderen Heckfängern mit achtern angeordneten Schrauben zeigten sich auch keine Schäden an Netz oder Schrauben. Daher wurde die Antriebsanlage der Heinrich Meins später durch einen dieselelektrischen Antrieb mit zwei herkömmlichen achtern angeordneten Schrauben ersetzt.
An Bord waren auch sonst eine Reihe von damals fortschrittlichen Einrichtungen verbaut. So verfügte das Schiff über einen Frischwassererzeuger, Baader-Fischverarbeitungsstraßen, Plattenfrostschränke, Frisch-, Salz- und Gefrierfischräume, Trankocherei und -tanks sowie Fischmehlanlage und -bunker.